# Сент Бом
Сент Бом (на френски: Sainte-Baume) е малък планински масив в югоизточна Франция, регион Прованс-Алпи-Лазурен бряг. Най-висока точка е връх Жуг дьо л'Егл (1 148 m).
Заема площ от около 450 квадратни километра и е разположен недалеч от бреговете на Средиземно море, в департаментите Вар и Буш дю Рон. В планината се намира Пещерата на Мария Магдалина, в която според легендата светицата прекарва последните десетилетия от живота си и която е място на поклонничество от Средновековието. Голяма част от склоновете на Сент Бом са заети от вековна букова гора.